# Sayaka Ōhara
Sayaka Ōhara (jap. 大原 さやか Ōhara Sayaka) (ur. 6 grudnia 1975 w Jokohamie) – japońska seiyū związana z Haikyō. Zwyciężczyni Seiyū Awards. W dniu swoich 34. urodzin wyszła za mąż. Jej młodszy brat, Takashi Ōhara także jest aktorem głosowym.

## Role
Ważniejsze role w anime:
- Vandread – Ezra Vieil
- Onegai Teacher – Kaede Misumi
- Asagiri no Miko – Shizuka Midoh
- Kaleido Star – Layla Hamilton
- Popotan – Ai
- Scrapped Princess – Raquel Casull
- Stratos 4 – Sayaka Kisaragi
- Daphne – Rena Honjō
- Girls Bravo – Maharu Sena Kanaka
- Aria – Alicia Florence
- Bleach – Masaki Kurosaki
- Full Metal Panic! – Wraith
- Hachimitsu to Clover – Rika Harada
- Noein – Ryōko Uchida
- Solty Rei – Miranda Maverick
- Tsubasa Reservoir Chronicle – Yūko Ichihara
- Chokotto Sister – Ayano Sonozaki
- Code Geass – Milly Ashford
- Tona-Gura! – Hatsune Arisaka
- ×××HOLiC – Yūko Ichihara
- Kaze no stigma – Kirika Tachibana
- Dankūga Nova – Seimy
- Moyashimon – Haruka Hasegawa
- Hakushaku to yōsei – Ermine
- Mnemosyne – Laura
- Blassreiter – Beatrice Grese
- Sekirei – Miya Asama
- Kurokami – Akane Sano
- Fairy Tail – Erza Scarlet
- Hipira-kun – Soul
- Queen’s Blade – Melpha
- Umineko no naku koro ni – Beatrice
- MM! – Tomoko Sado
- C³ – Peavey Barowoi
- Fate/Zero – Irisviel von Einzbern
- Persona 4 – Margaret
- Rio: Rainbow Gate! – Cartia Goltschmidt
- Usagi Drop – Yukari Nitani
- Jormungand – Valmet/Sofia Velmer
- Natsuyuki Rendez-vous – Rokka Shimao
- Ginga Kikoutai Majestic Prince – Reika Saionji
- Suisei no Gargantia – Ridget
- Witch Craft Works – Kazane Kagari
- Nobunaga the Fool – Hannibal Barca
- Sailor Moon Crystal – Michiru Kaiō / Sailor Neptune
- Made in Abyss – Ozen
- Golden Kamuy – Kano Ienaga
- Hugtto! Pretty Cure – Papple

## Nagrody
- Nagroda Seiyū (2013) w kategorii najlepsza aktorka drugoplanowa za rolę Valmet w anime Jormungand[4]